# Lignée germinale
 (février 2024).

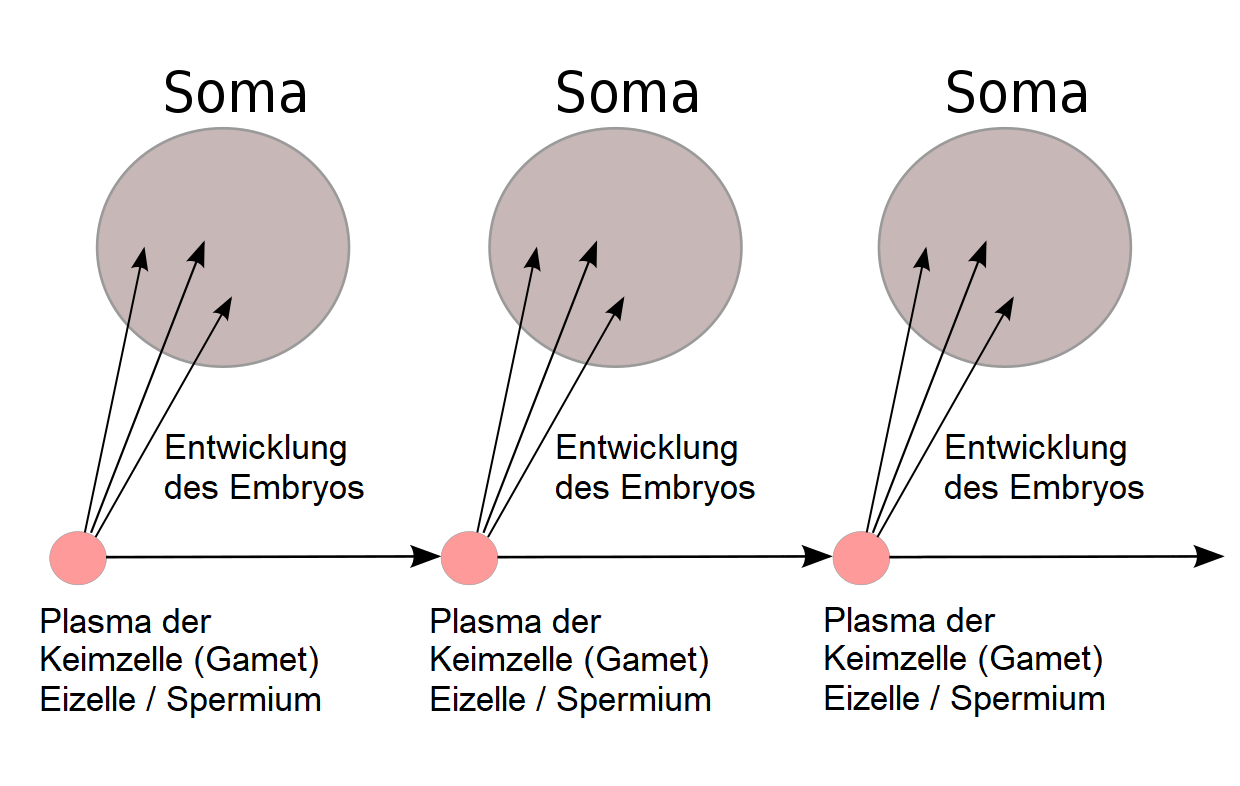
Représentation schématique de la lignée germinale

La lignée germinale est l'ensemble des cellules allant des cellules souches aux gamètes. On parle également des cellules germinales qui, contrairement aux cellules somatiques, transmettent à leur descendance (au cours de la reproduction sexuée) les mutations génétiques qu'elles auraient subies. En effet, ces cellules germinales sont la «base» de tout être vivant, elles sont le point de départ de tout embryon et leur division donnera lieu à toutes les cellules souches futures, ce qui aura une influence sur le génotype et sur le phénotype des descendants.
Depuis l'invention des techniques d'édition du génome CRISPR-Cas9, plusieurs pays ont interdit, sous peine de poursuites criminelles, toute édition des lignées germinales. Parmi eux, l'Australie, la Belgique, le Brésil, le Canada, la France, l'Allemagne, Israël, les Pays-Bas et le Royaume-Uni.